# Okręg Sedan
Okręg Sedan (fr. Arrondissement de Sedan) – okręg w północno-wschodniej Francji. Populacja wynosi 62 100.

## Podział administracyjny
W skład okręgu wchodzą następujące kantony:
- Carignan,
- Mouzon,
- Raucourt-et-Flaba,
- Sedan-Est,
- Sedan-Nord,
- Sedan-Ouest.